# Ursula Reuter Christiansen
 Ursula Reuter Christiansen (født 13. februar 1943 i Trier, Tyskland) er en dansk-tysk billedkunstner. Hun var elev på Kunstakademiet i Düsseldorf 1965-1969, hvor hun studerede under Joseph Beuys. Ursula Reuter Christiansen flyttede til Danmark i 1969 og fik kontakt til Eks-skolen. Hun var professor ved Kunstakademiet i Hamborg 1992-1997 og blev udnævnt til professor ved Det Kongelige Danske Kunstakademi i 1997. 
Hun modtager Statens Kunstfonds livsvarige hædersydelse.
Billedsproget i Ursula Reuter Christiansens værker er præget af den stærke tyske tradition for ekspressionisme og bærer ofte præg af mystik og eventyr. Hendes kunst har et stærkt feministisk fokus, og hun var af betydning for kvindebevægelsen i 1970'erne.
I 2021 medvirkede hun i DR's kunstnerkolonien med Michael Kvium, Julie Nord, Kaspar Bonnén, Sif Itona og Kim Mejdahl
Hun var gift med kunstneren og komponisten Henning Christiansen til hans død i 2008, og de fik sammen 3 børn. I 2001 repræsenterede parret Danmark på Venedig Biennalen.
Hendes ene søn er Bjørnstjerne Reuter Christiansen, medlem af den internationale anerkendte kunstergruppe Superflex
Privat er hun bosat på Møn, hvor hun har boet siden 1969. 

## Ursula Reuter Christiansens kunst
Ursula Reuter Christiansens værker er præget af stærke feministiske tematikker. I hendes udstilling ‘’Sten i Floden’’ fra 2013 hylder hun vigtige kvindeskikkelser på en ti meter lang leporello, lavet af transparente farvede akryl plader. Ægteskab fra 1978, angriber både patriarkatet og ægteskabet som social institution.[kilde mangler]
Da hun blev tildelt Eckersberg Medaillen i 2011, blev hendes fortællekraft og kunstneriske bearbejdning af eventyr, myter, poesi og politik fremhævet som motivationer. 
Hun blev i 2022 tildelt Thorvaldsen Medaillen med motivationen: "Ursula Reuter Christiansen har beriget den danske kunstscene med et særligt perspektiv og engagement, der i sin kerne altid udspringer af det levede liv."

## Værker
- Ægteskab, 1978
- Money, 1975
- Hymnen an die Nacht: Tegninger, 1967

## Udstillinger
- 2018 Skarpretteren, Statens Museum for Kunst, København
- 2013 Sten i floden, Kunsthal 44 Møen, Askeby
- 2011 Widow, ME Contemporary, København
- 2008 WACK! Art and the feminist revolution, PS.1., New York, USA
- 2008 Imagine Mønhattan, 44 Møen, Askeby
- 2008 Den røde tråd, Randers Kunstmuseum, Randers
- 2007 WACK! Art and the feminist revolution, MOCA, Los Angeles; MOCA, Washington, USA
- 2005 Roter Fluss, Galerie Asbæk, København
- 2002 Der dritte Sektor, Kunstverein Wolfsburg, Tyskland
- 2002 Den Blå Bro, Charlottenborg, København
- 2001 Den Danske Pavillon (m. Henning Christiansen), 49. Biennale di Venezia, Venedig, Italien
- 2000 Kast en brand, Kunsthallen Brandts Klædefabrik, Odense; Kast en brand, Vejen Kunstmuseum, Vejen
- 1996 Bølgen Blå, Vejle Kunstmuseum & Franz Pedersens Kunsthandel, Horsens
- 1990 Arbejder på papir, Den Kgl. Kobberstiksamling, København
- 1989 Réves Rouges, Maison du Danemark, Paris, Frankrig
- 1987 Brennpunkt Düsseldorf, Kunstmuseum am Ehrenhof, Düsseldorf, Tyskland
- 1986 Limelight, Charlottenborg, København
- 1985 I ulvens mave, Århus Kunstmuseum, Aarhus
- 1983 Exophylia, Nationalmuseet, København
- 1980 Nordiska Kvinnor, Malmö Konsthall, Malmø, Sverige; Åbo Konstmuseum, Åbo, *Finland; Keski-Suomen Museol Mellersta Finland Museum, Jyväskylä, Finland; Galleri F 15, Moss, Norge;
- Kjarvalsstadir, Reykjavík, Island; Århus Kunstmuseum, Århus

## Udsmykninger
- 2009 Vordingborg Kaserne
- 2003 Muskelsvindfondens Feriecenter
- 1999 Institut for Kunsthistorie og Teatervidenskab, Københavns Universitet
- 1998 Horsens Sygehus

## Priser & udmærkelser
- 2011 Eckersbergs Medaillen
- 2011 Niels Wessel Bagges Kunstfonds legat
- 2005 Carl Nielsen og Anne Marie Carl-Nielsens Fond
- 1998 Statens Kunstfonds livsvarige ydelse

## Film & video
- 2009 Rosa & Clara am Alex
- 1986 Den Røde Skov
- 1972 Tre Piger og en Gris
- 1971 Skarpretteren

## Monografier (udvalg)
- ARKEN Museum for samtidskunst (red.): Jeg er ild og vand: Ursula Reuter Christiansen. 2024
- Dengsøe, Mai (red.), Poppies mutate into bats. Kbh.: Sabsay, 2021
- Hansen, Frederikke (red.), Steine im Fluss=Sten i floden. Kbh.: Vandkunsten, 2016
- Lefebvre, Catherine & Olsen, Sanne Kofod (red.), URC HC. Valby: Borgens Forlag, 2001
- Burkard, Lene; Christiansen, Ursula Reuter & Ohrt (red.), Kast en brand: Ursula Reuter Christiansen. Værker fra 1968-2000. Odense: Kunsthallen Brandts Klædefabrik, 2000
- Christiansen, Ursula Reuter, Skarpretteren. København: Eks-skolens Forlag, 1986
- Tange Mortensen, Ellen (red.), I ulvens mave: Ursula Reuter Christiansen. Aarhus: Aarhus Kunstmuseum, 1985